# Olympische Sommerspiele 2004/Teilnehmer (Kroatien)
| Gelbes Symbol für Goldmedaillen mit stilisierten Olympischen Ringen | Graues Symbol für Silbermedaillen mit stilisierten Olympischen Ringen | Braundes Symbol für Bronzemedaillen mit stilisierten Olympischen Ringen |
| ------------------------------------------------------------------- | --------------------------------------------------------------------- | ----------------------------------------------------------------------- |
| 1                                                                   | 2                                                                     | 2                                                                       |

Kroatien nahm an den Olympischen Sommerspielen 2004 in der griechischen Hauptstadt Athen mit 81 Sportlern, 15 Frauen und 66 Männern, teil.
Seit 1992 war es die vierte Teilnahme Kroatiens bei Olympischen Sommerspielen.

## Flaggenträger
Der Wasserballspieler Dubravko Šimenc trug die Flagge Kroatiens während der Eröffnungsfeier im Olympiastadion; bei der Schlussfeier wurde sie vom Ruderer Siniša Skelin getragen.

## Medaillengewinner
Mit einer gewonnenen Gold-, zwei Silber- und zwei Bronzemedaillen belegte das kroatische Team Platz 44 im Medaillenspiegel.

### Gold
| Name(n) | Sportart | Wettkampf |
| --- | -------- | --------- |
| Ivano Balić, Davor Dominiković, Mirza Džomba, Slavko Goluža, Nikša Kaleb, Blaženko Lacković, Venio Losert, Valter Matošević, Petar Metličić, Vlado Šola, Denis Špoljarić, Goran Šprem, Igor Vori, Drago Vuković, Vedran Zrnić | Handball | Männer    |

### Silber
| Name(n)                     | Sportart  | Wettkampf              |
| --------------------------- | --------- | ---------------------- |
| Nikša Skelin, Siniša Skelin | Rudern    | Zweier ohne Steuermann |
| Duje Draganja               | Schwimmen | 50 Meter Freistil      |

### Bronze
| Name(n)                    | Sportart     | Wettkampf     |
| -------------------------- | ------------ | ------------- |
| Nikolaj Pešalov            | Gewichtheben | Leichtgewicht |
| Mario Ančić, Ivan Ljubičić | Tennis       | Doppel        |

## Teilnehmer nach Sportarten

### Boxen
- Vedran Đipalo
Schwergewicht: 9. Platz

- Marijo Šivolija
Halbschwergewicht: 17. Platz

### Gewichtheben
- Nikolaj Pešalov
Leichtgewicht: Bronze

### Handball
- Herrenteam
Gold

- Kader
Ivano Balić
Davor Dominiković
Mirza Džomba
Slavko Goluža
Nikša Kaleb
Blaženko Lacković
Venio Losert
Valter Matošević
Petar Metličić
Vlado Šola
Denis Špoljarić
Goran Šprem
Igor Vori
Drago Vuković
Vedran Zrnić

### Kanu
- Danko Herceg
Kanuslalom, Einer-Canadier: 12. Platz

- Emanuel Horvatiček
Kanurennen, Einer-Canadier 500 Meter: Halbfinale
Kanurennen, Einer-Canadier 1000 Meter: Halbfinale

- Danko Herceg
Kanuslalom, Einer-Kajak: 22. Platz in der Qualifikation

### Leichtathletik
- Edis Elkasević
Kugelstoßen: 36. Platz in der Qualifikation

- Siniša Ergotić
Weitsprung: 26. Platz in der Qualifikation

- Juraj Grabušić
110 Meter Hürden: Vorläufe

- András Haklits
Hammerwurf: 21. Platz in der Qualifikation

- Nedzad Mulabegović
Kugelstoßen: 29. Platz in der Qualifikation

- Dragan Mustapić
Diskuswurf: 34. Platz in der Qualifikation

- Edi Ponoš
Speerwurf: 33. Platz in der Qualifikation

- Branko Zorko
1500 Meter: Vorläufe

- Vera Begić
Frauen, Diskuswurf: 29. Platz in der Qualifikation

- Ivana Brkljačić
Frauen, Hammerwurf: 13. Platz in der Qualifikation

- Sanja Gavrilović
Frauen, Hammerwurf: 45. Platz in der Qualifikation

- Blanka Vlašić
Frauen, Hochsprung: 11. Platz

### Reiten
- Pepo Puch
Vielseitigkeit, Einzel: 63. Platz mit Banville d’Ivoy

### Rudern
- Igor Boraska
Vierer ohne Steuermann: 12. Platz

- Marko Dragičević
Vierer ohne Steuermann: 12. Platz

- Petar Milin
Vierer ohne Steuermann: 12. Platz

- Nikša Skelin
Zweier ohne Steuermann: Silber

- Siniša Skelin
Zweier ohne Steuermann: Silber

- Damir Vučičić
Vierer ohne Steuermann: 12. Platz

### Schießen
- Mirela Skoko-Kovačević-Ćelić
Luftpistole 10 Meter: 15. Platz
Sportpistole 25 Meter: 27. Platz

### Schwimmen
- Nenad Buljan
400 Meter Freistil: 37. Platz
1500 Meter Freistil: 29. Platz

- Krešimir Čač
200 Meter Lagen: 34. Platz

- Igor Čerenšek
4 × 100 Meter Freistil: 13. Platz

- Mario Delač
200 Meter Freistil: 54. Platz
4 × 100 Meter Freistil: 13. Platz

- Duje Draganja
50 Meter Freistil: Silber 
100 Meter Freistil: 6. Platz
4 × 100 Meter Freistil: 13. Platz
100 Meter Schmetterling: 7. Platz

- Saša Imprić
400 Meter Lagen: 32. Platz

- Gordan Kožulj
100 Meter Rücken: 14. Platz
200 Meter Rücken: 9. Platz

- Ivan Mladina
4 × 100 Meter Freistil: 13. Platz

- Vanja Rogulj
100 Meter Brust: 26. Platz
200 Meter Brust: 37. Platz

- Petra Banović
Frauen, 200 Meter Freistil: 32. Platz
Frauen, 200 Meter Lagen: 25. Platz

- Anita Galić
Frauen, 400 Meter Freistil: 37. Platz
Frauen, 800 Meter Freistil: 28. Platz

- Sanja Jovanović
Frauen, 100 Meter Rücken: 17. Platz
Frauen, 200 Meter Rücken: 13. Platz

- Smiljana Marinović
Frauen, 50 Meter Brust: 20. Platz
Frauen, 100 Meter Brust: 17. Platz

### Segeln
- Mate Arapov
Laser: 14. Platz

- Tomislav Bašić
470er: 19. Platz

- Petar Cupać
470er: 19. Platz

- Karlo Kuret
Finn Dinghy: 4. Platz

### Taekwondo
- Sandra Šarić
Frauen, Klasse bis 67 Kilogramm: 11. Platz

- Nataša Vezmar
Frauen, Klasse über 67 Kilogramm: 9. Platz

### Tennis
- Mario Ančić
Einzel: 33. Platz
Doppel: Bronze

- Ivo Karlović
Einzel: 9. Platz

- Ivan Ljubičić
Einzel: 9. Platz
Doppel: Bronze

- Jelena Kostanić
Frauen, Einzel: 33. Platz
Frauen, Doppel: 9. Platz

- Karolina Šprem
Frauen, Einzel: 9. Platz
Frauen, Doppel: 9. Platz

### Tischtennis
- Zoran Primorac
Einzel: 17. Platz

- Tamara Boroš
Frauen, Einzel: 5. Platz
Frauen, Doppel: 5. Platz

- Cornelia Vaida
Frauen, Einzel: 49. Platz
Frauen, Doppel: 5. Platz

### Wasserball
- Herrenteam
10. Platz

- Kader
Samir Barać
Damir Burić
Elvis Fatović
Nikola Franković
Igor Hinić
Vjekoslav Kobeščak
Danijel Premuš
Dubravko Šimenc
Mile Smodlaka
Ratko Štritof
Frano Vićan
Goran Volarević
Tihomil Vranješ